# ザ・キッチン
『ザ・キッチン』（原題: The Kitchen）は2019年に公開されたアメリカ合衆国の犯罪映画である。監督はアンドレア・バーロフ、主演はメリッサ・マッカーシー、ティファニー・ハディッシュ、エリザベス・モスが務めた。本作はオリー・マスターズとミン・ドイルが発表した漫画『The Kitchen』を原作としている。
本作は日本国内で劇場公開されなかったが、2020年7月15日にiTunesで配信された。

## 概略
1978年、ニューヨークのヘルズ・キッチン地区。同地区には質屋や性風俗店がひしめいており、アイルランド系マフィアの支配下に置かれていた。
キャシー、ルビー、クレアの3人はマフィアのメンバーと結婚しており、居心地が良いとはとても言えない同地区に暮らしていた。そんなある日、3人の夫（ジミー、ケヴィン、ロブ）がFBIに逮捕されてしまった。3人は夫がやっていた闇商売を引き継ぐことにしたが、当然の如く、敵対勢力との闘争に巻き込まれることになった。

## キャスト
- キャシー・ブレナン - メリッサ・マッカーシー（吹替：斉藤貴美子）
- ルビー・オキャロル - ティファニー・ハディッシュ（吹替：藤貴子）
- クレア・ウォルシュ - エリザベス・モス（吹替：本名陽子）
- ガブリエル・オマリー - ドーナル・グリーソン（吹替：越村友一）
- ジミー・ブレナン - ブライアン・ダーシー・ジェームズ
- ケヴィン・オキャロル - ジェームズ・バッジ・デール（吹替：俊藤光利）
- ヘレン・オキャロル - マーゴ・マーティンデイル
- ロブ・ウォルシュ - ジェレミー・ボブ
- アルフォンソ・コレッティ - ビル・キャンプ
- マリア・コレッティ - アナベラ・シオラ
- ゲイリー・シルヴァーズ捜査官 -コモン
- ゴンザロ・マルティネス - E・J・ボリーニャ
- ジョー・グーン - ジェームズ・チコーネ
- ダフィー - ジョン・シャリアン
- ハーブ・カンファー - スティーヴン・シンガー
- シュムリ - ブランドン・ウラノヴィッツ

## 製作
2017年2月16日、アンドレア・バーロフが本作の監督に起用されたとの報道があった。11月15日、ティファニー・ハディッシュの出演が決まったと報じられた。2018年2月13日、メリッサ・マッカーシーが本作に出演することになった。3月、エリザベス・モスとマーゴ・マーティンデイルが起用された。4月中旬、ドーナル・グリーソンとコモンが本作の出演交渉に臨んでいるとの報道があった。

## マーケティング・興行収入
2019年5月30日、本作のオフィシャル・トレイラーが公開された。7月16日、本作のファイナル・トレイラーが公開された。
本作は『Brian Banks』、『エンツォ レーサーになりたかった犬とある家族の物語』、『スケアリーストーリーズ 怖い本』、『劇場版 ドーラといっしょに大冒険』と同じ週に封切られ、公開初週末に850万ドルを稼ぎ出すと予想されていたが、実際の数字はこれを大きく下回るものとなった。2019年8月9日、本作は全米2745館で公開され、公開初週末に552万ドルを稼ぎ出し、週末興行収入ランキング初登場7位となった。この数字はマッカーシーの主演作及びハディッシュの主演作（共に拡大公開作品に限る）としては過去最低の数字であった。

## 評価
本作に対する批評家からの評価は芳しいものではない。映画批評集積サイトのRotten Tomatoesには127件のレビューがあり、批評家支持率は21%、平均点は10点満点で4.63点となっている。サイト側による批評家の見解の要約は「主演を務めた3人の才能豊かな女優はダラダラとしたストーリーを何とか鑑賞に堪えるものにしようと努力している。しかし、『ザ・キッチン』は乱雑な犯罪スリラー映画であり、複数箇所を根本から修正する必要がある。」となっている。また、Metacriticには35件のレビューがあり、加重平均値は35/100となっている。なお、本作のCinemaScoreはB-となっている。